# 장산 대성산성
장산 대성산성(長山大城山城)은 전라남도 신안군 장산면 다수리에 있다. 2000년 1월 31일 신안군의 향토유적 제15호로 지정되었다.

## 개요
장산도의 주봉인 대성산 정상에 축조된 테뫼식 산성이다